# サイ・オリヴァー
サイ・オリヴァー（Sy Oliver、1910年12月17日 - 1988年5月28日）は、アメリカのジャズ・編曲家、トランペット奏者、作曲家、歌手、バンドリーダー。

## 略歴
サイ・オリヴァーは、アメリカ合衆国ミシガン州バトルクリークで生まれた。彼の母親はピアノ教師で、父親はマーチング・バンド以外で楽器が演奏されることがほとんどなかった時代にサクソフォーンの実演をするマルチ楽器奏者であった。
オリヴァーは17歳で家を出て、ザック・ホワイトとそのチョコレート・ボー・ブランメルズで演奏し、その後、アルフォンス・トレントと演奏した。これらのバンドで歌い、トランペットを演奏し、「うなるような」ホーンの演奏で知られるようになっていった。また、彼らのアレンジをするようにもなった。
その後、17年間にわたって歌い続け、ジミー・ランスフォードや自身のバンドに在籍していたときに多くのレコーディングを行った。ランスフォードのバンドでは、1933年から1939年にかけて、20以上のボーカルを録音した。1949年から1951年にかけて、彼は自分のバンドで十数曲を録音した。トミー・ドーシーと一緒の場合、彼はボーカルをほとんど録音しなかった。1941年、彼はジョー・スタッフォードとともに自作の「Yes Indeed」や「Swingin' on Nothin'」を歌った。また、1944年の『シカゴ』の編曲のレコーディングでザ・センチメンタリスツと一緒に歌った。
オリヴァーはエラ・フィッツジェラルドのためにデッカ時代から多くの曲を編曲し、指揮している。作曲家としての彼の最も有名な曲の1つは、1939年にトラミー・ヤングと共作した「T'ain't What You Do (It's the Way That You Do It)」である。
1933年、オリヴァーはトランペット奏者、編曲家、ソングライターとしてジミー・ランスフォードのバンドに参加した。彼は「My Blue Heaven」や「Ain't She Sweet」などの多くのヒット・アレンジをバンドに提供したほか、最終的にバンドのテーマソングとなったオリジナル曲「For Dancers Only」も提供した。彼はピアニストのエド・ウィルコックスと共同編曲者を務めた。オリヴァーは主にアップテンポのナンバーを担当し、ウィルコックスはバラードを担当している。オリヴァーの編曲は「一貫性と独創性においてエリントンに匹敵する革新性に満ちたパレードだった」。
1939年、バンドのリーダー、トミー・ドーシーがスウィング・バンドを結成したいと決意したとき、最初のステップはオリヴァーを年間5000ドル追加でランスフォードからアレンジャーとして雇うことだった。その後、オリヴァーはトミー・ドーシーに加入し、白人バンドで重要な役割を果たした最初のアフリカ系アメリカ人の一人となった（もう一人のアフリカ系アメリカ人の作曲家、編曲家であるフレッチャー・ヘンダーソンは、数年前に編曲者としてベニー・グッドマン・オーケストラに参加していた）。彼はドーシー・バンドをディキシーランドから現代のビッグバンドへと移行させた。彼の加入は、ドーシーがバディ・リッチを含む数人のジャズ・プレイヤーをバンドに引き入れるのに役立った。
ドーシーとの仕事では、オリヴァーは他の編曲家、主にアクセル・ストーダールとアレンジ業務を分担し続けており、それはオリヴァーがアップテンポの曲、ストーダールがバラードを担当するといった具合だった。ジェームズ・カプランが言ったように「1939年にドーシーがランスフォードの偉大な編曲家サイ・オリヴァーを奪ったことで、トミー・ドーシー・バンドは飛躍的に成長した」。
彼のアレンジした「明るい表通りで (On the Sunny Side of the Street)」は、1946年にドーシーにとって大ヒットとなり、彼の作曲した「Yes, Indeed!」（後にレイ・チャールズによって録音されたゴスペル・ジャズ曲）、「Opus One」（当初のタイトルは「Opus No. 1」だったが、後から追加された歌詞に合わせて変更された）、「The Minor Is Muggin」、 そして「Well, Git It」も同様にヒットした。
オリヴァーは、1946年に7年間在籍したドーシーの下を離れ、フリーの編曲家およびデッカの音楽監督として働き始めた。
1950年6月26日、サイ・オリヴァーと彼のオーケストラは、ルイ・アームストロングのために「C'est si bon」（アンリ・ベッティ、アンドレ・ホルネス、ジェリー・シーレン）と「La Vie en rose」（ルイギー、エディット・ピアフ、マック・デイヴィッド）の初のアメリカ版を録音した。編曲家として彼のより成功した取り組みの1つは、1961年のフランク・シナトラのアルバム『アイ・リメンバー・トミー』であり、これはかつてのボスへのトリビュートをまとめたものである。
1974年、ニューヨークのレインボー・ルームで小さなバンドと毎晩のライブを始めた。1984年までそのギグを続けたが、時折フェスティバルやニューヨークのローズランド・ボールルームなどの日程のためにそちらを休みにした。そして1984年に引退した。
オリヴァーはニューヨークにて77歳で亡くなった。

## ディスコグラフィ

### リーダー・アルバム
- Sway It with Flowers (1956年、Brunswick)
- Sentimental Sy (1958年、Dot)
- 『サンセット77』 - 77 Sunset Strip and Other Selections (1959年、Jubilee) ※with フランキー・オルテガ
- Back Stage (1959年、Dot)
- Dance Music for People Who Don't Dance Any More (1961年、Riverside)
- What Can I Say? (1966年、L.I.M.S.) ※with ヴァル・アンソニー
- Yes Indeed (1973年、Black and Blue)
- Annie Laurie (1978年、Jazz Legacy)
- Easy Walker (1979年、Jazz Legacy)

### 参加アルバム
ジミー・ランスフォード
- 『ランスフォード・スペシャル』 - Lunceford Special (1967年、Columbia)
- Stomp it Off (1992年、Decca)
- Rhythm is Our Business (1996年、Decca)
- Swingsation (1998年、GRP)

その他
- ルイ・アームストロング : 『サッチモ・セレナーデ』 - Satchmo Serenades (1952年、Decca)
- トミー・ドーシー : What Is This Thing Called Love? (1942年、Victor)[9]
- エラ・フィッツジェラルド : Ella: The Legendary Decca Recordings (1995年、GRP)
- フランク・シナトラ : The Popular Frank Sinatra (2015年、Megaforce)
- カテリーナ・ヴァレンテ : Plenty Valente (1957年、Decca)
- ペギー・リー : 『ミス・ワンダフル』 - Miss Wonderful (1959年、Decca) ※アレンジ、指揮
- ペギー・リー : 『ドリーム・ストリート』 - Dream Street (1957年、Capitol) ※アレンジ、指揮